# شارل شیپیه
شارل شیپیه (به فرانسوی: Charles Chipiez) زاده ۱۸۳۵ یک آرشیتکت، تاریخ شناس معماری، مصرشناس اهل فرانسه بود.
وی آموزگار مدرسه اختصاصی معماری و ساختمان مدرسه ملی حرفه‌ای ارمانتیر در سال ۱۸۸۷ نیز یکی از کارهای او بشمار می‌آید که اکنون با نام دبیرستان علوم تکنولوژی گوستاو ایفل ارمانتیر شناخته می‌شود.
در پایان سده نوزدهم میلادی با حمایت دفتر انتشارات هشت لیور او به همراه ژرژ پرو سفر بزرگی را آغاز کردند که در جهت پژوهش معماری باستانی بود. در این سفر آن‌ها از سرزمین‌های یونان، ترکیه، مصر و ایران و چندین کشور دیگر گذشتند و تحقیقات معماری خود را بر پایه مشاهدات دقیق بر روی بیشتر بناها، مجسمه‌ها و خرابه‌های باستانی انجام داده و بازسازی شده بسیاری از بناها را طراحی کرده و در بازگشت آن‌ها را منتشر کردند که حاصل پژوهش‌ها و طراحی‌های آنان اثری ممتاز در چند جلد است که آمیزه‌ای از تاریخ معماری باستان به همراه بسیاری از طراحی‌های ایشان است که به زبان انگلیسی نیز ترجمه شد. این اثر با مرگ ناگهانی این دو آرشیتکت ناتمام ماند.
با مرگ شیپیه در سال ۱۹۰۱، همکارش ژرژ پرو به تنهایی توانست تنها جلد نهم و دهم از این آثار را به پایان رسانده و به مرحله چاپ برساند.

## آثار
- کتاب ۱: مصر (۱۸۸۲)[و ۶]
- کتاب ۲: کلده و آشوریه (۱۸۸۴)[و ۷]
- کتاب ۳: فنیقی‌ها, قبرس (۱۸۸۵)[و ۸]
- کتاب ۴: یهودیه, ساردنی, سوریه, کاپادوکیه (۱۸۸۷)[و ۹]
- کتاب ۵: شاهنشاهی ایران, فریگیه, لیدیه و کاریا, لیکیه (۱۸۹۰)[و ۱۰]
- کتاب ۶: یونان نخستین. هنر میسیان (۱۸۹۴)[و ۱۱]
- کتاب ۷: یونان حماسی. یونان باستان (معبد) (۱۸۹۸)[و ۱۲]
- کتاب ۸: یونان باستان و تندیس‌گری (۱۹۰۳)[و ۱۳]

- Histoire critique des origines et de la formation des ordres grecs, Morel et Cie, Paris, 1876
  - Avec Georges Perrot, Histoire de l'art dans l'Antiquité, Égypte, Assyrie, Perse, Asie mineure, Grèce, Etrurie, Rome. Paris, Hachette et Cie

## طرح‌های شیپیه

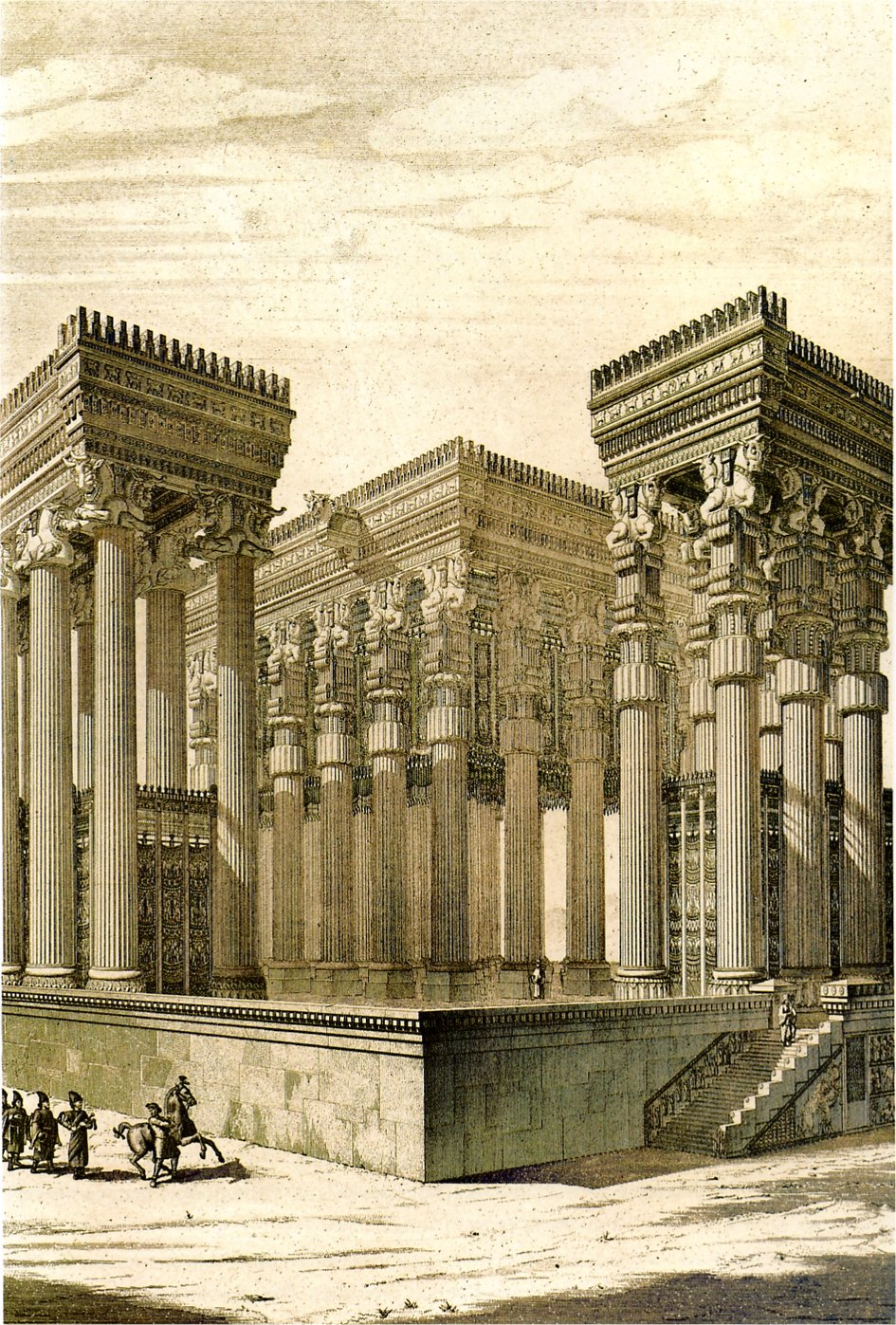
بازسازی آپادانا
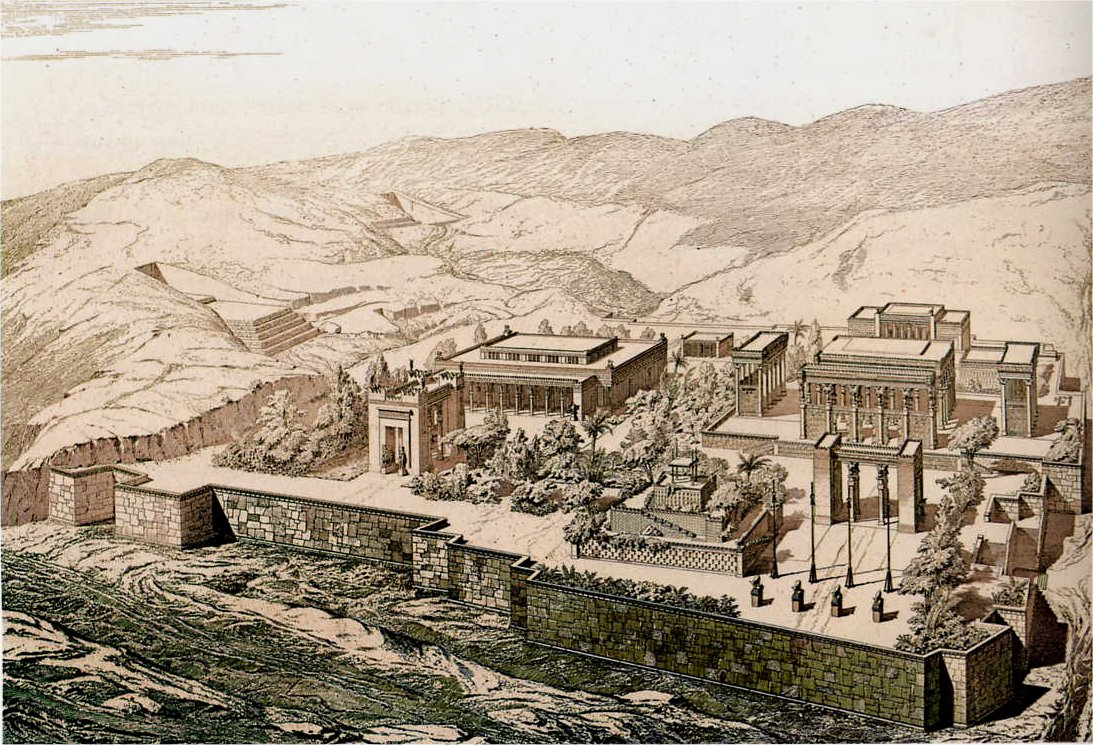
نمایی از تخت جمشید از دید پرنده
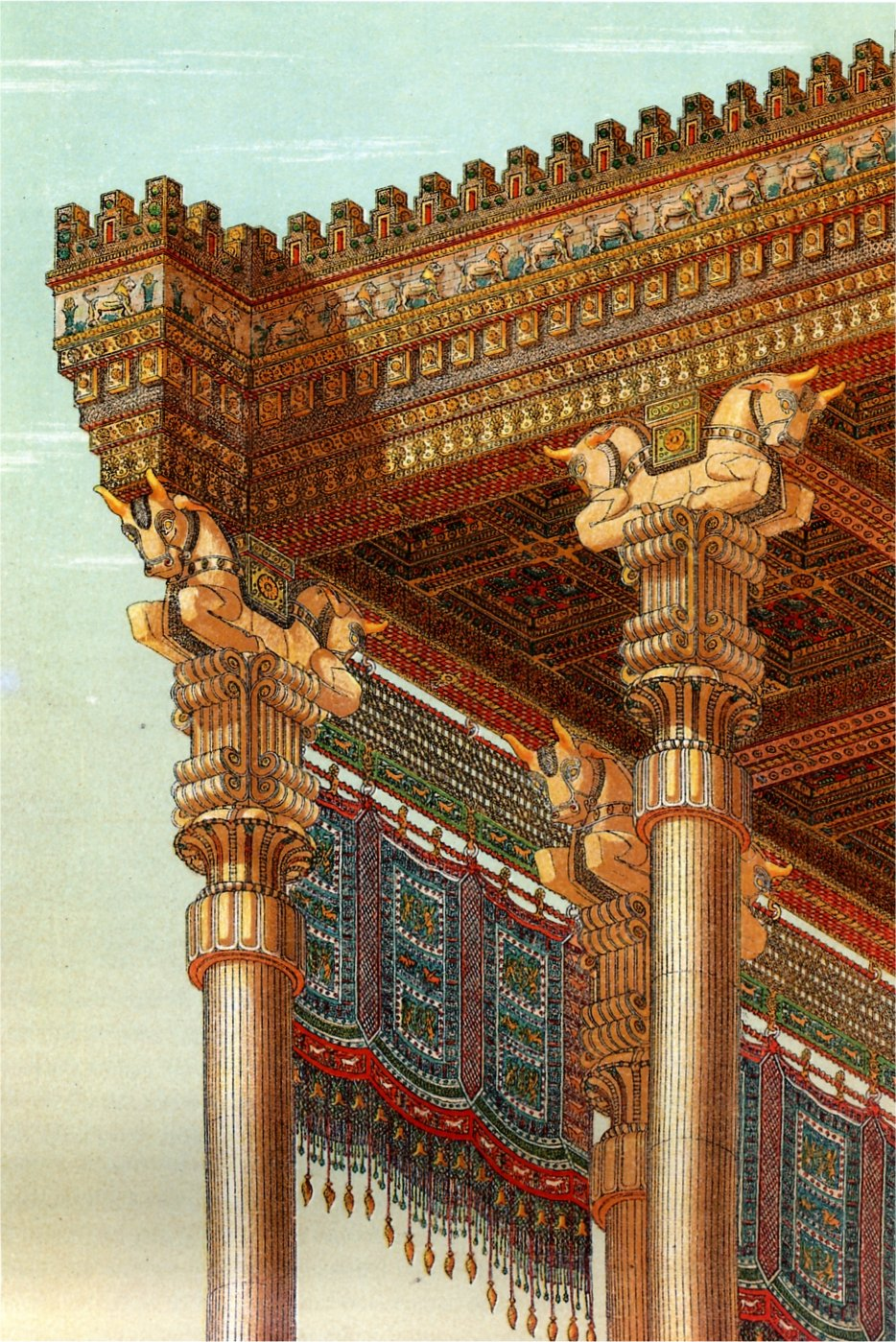
جزئیات ستون‌های آپادانا

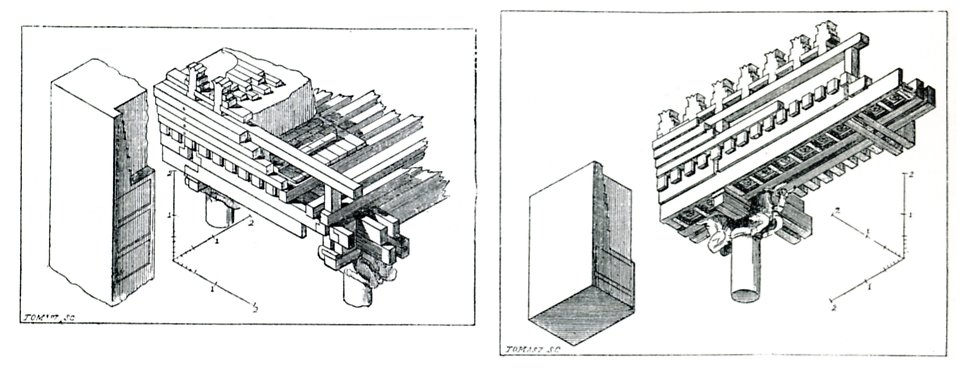
ساختار سقف کاخ تچر
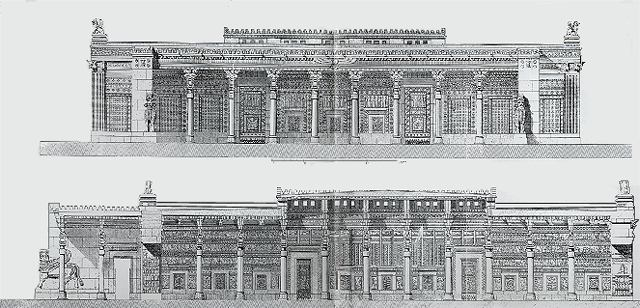
تالار تخت یا صدستون
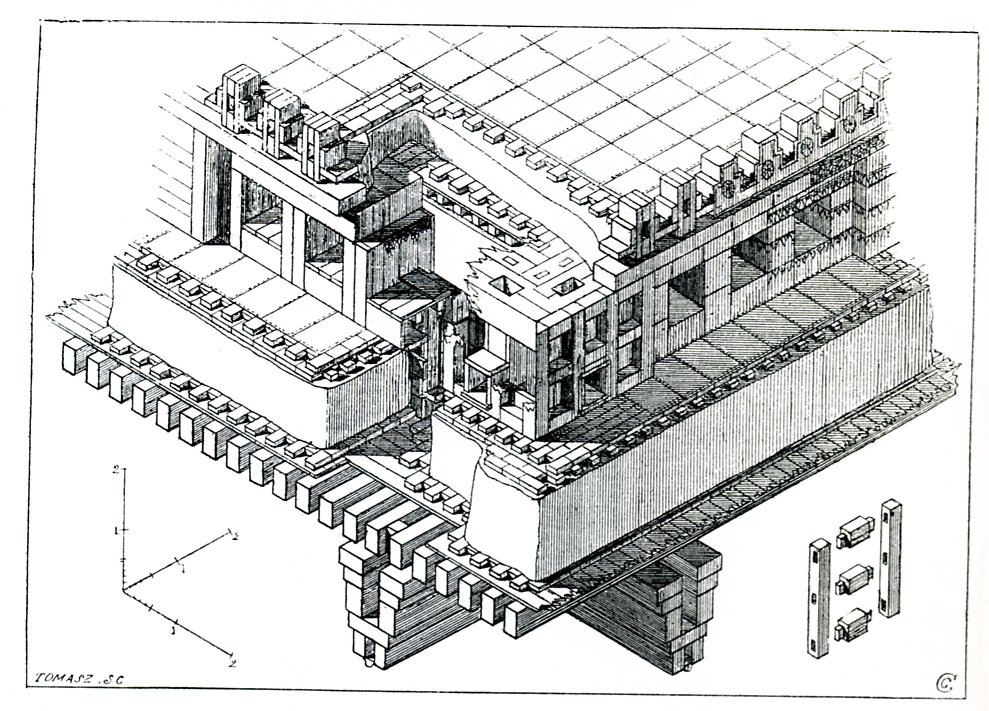
ساختار سقف تخت جمشید

## واژه‌نامه
1. ↑  École spéciale d'architecture
2. ↑  École Nationale Professionnelle d'Armentières
3. ↑  Lycée d’Enseignement Technologique Gustave Eiffel d’Armentières
4. ↑  Hachette Livre
5. ↑  Georges Perrot
6. ↑  Tome I : L’Égypte (1882)
7. ↑  Tome II : Chaldée et Assyrie (1884)
8. ↑  Tome III : Phénicie, Cypre (1885)
9. ↑  Tome IV : Judée, Sardaigne, Syrie, Cappadoce (1887)
10. ↑  Tome V : Perse, Phrygie, Lydie et Carie, Lycie (1890)
11. ↑  Tome VI : La Grèce primitive. L'art mycénien (1894)
12. ↑  Tome VII : La Grèce de l'épopée. La Grèce archaïque (le temple) (1898)
13. ↑  Tome VIII : La Grèce archaïque. La sculpture (1903)